# Ivan Noč
Ivan Noč, slovenski pianist in fotograf * 12. februar 1901, Ljubljana, † 25. januar 1951, Washington.

## Življenje in delo
Po končani osnovni šoli in gimnaziji v rodnem mestu se je najprej zasebno učil igranja na klavir, od 1919 pa pri I. Brezovšku na novoustanovljenem konservatoriju Ljubljanske glasbene matice. Napredoval je tako hitro, da je bil na dunajskem konservatoriju sprejet v mojstrsko šolo pri Kessissoglu in jo končal v 2 letih ter napravil 1923 diplomski izpit z javnim koncertom v dunajski dvorani Musikvereina. Izpopolnjeval se je še pri drugih pianistih  ter z uspehom nastopal tako v Jugoslaviji (v Ljubljani prvič 1923, v Beogradu prvič 1930) kot tudi drugje po Evropi. Kritika ga je štela za vodilnega jugoslovanskega pianista. Kot virtuoz dovršene tehnike in ognjevitega temperamenta je svoj repertoar črpal predvsem iz del romantike in klasike pa tudi iz obdobja baroka in skladateljev 20. stoletja. Za klavir je priredil več orglskih skladb J.S. Bacha. V letih 1927−1930 je bil profesor na ljubljanskem konservatoriju, pozneja pa je poučeval zasebno. Leta 1942 je odšel v Italijo, 1950 pa se je izselil v ZDA. 